# Daisy Kenyon
Daisy Kenyon is een Amerikaanse dramafilm uit 1947 onder regie van Otto Preminger. Het scenario is gebaseerd op de gelijknamige roman uit 1945 van de Amerikaanse auteur Elizabeth Janeway. De film werd destijds in Nederland uitgebracht onder de titel Tussen liefde en zonde.

## Verhaal
De illustratrice Daisy Kenyon heeft een affaire met de advocaat Dan O'Mara. Ze hoopt dat hij van zijn vrouw Lucille zal scheiden om te trouwen met haar. Wanneer Daisy de veteraan Peter Lapham ontmoet, besluit ze uiteindelijk met hem te trouwen, hoewel ze niet van hem houdt. Juist op dat ogenblik scheidt Dan van zijn vrouw.

## Rolverdeling
| Acteur           | Personage            |
| ---------------- | -------------------- |
| Joan Crawford    | Daisy Kenyon         |
| Dana Andrews     | Dan O'Mara           |
| Henry Fonda      | Peter Lapham         |
| Ruth Warrick     | Lucille O'Mara       |
| Martha Stewart   | Mary Angelus         |
| Peggy Ann Garner | Rosamund O'Mara      |
| Connie Marshall  | Marie O'Mara         |
| Nicholas Joy     | Coverly              |
| Art Baker        | Advocaat van Lucille |